# پتر شولتسه
پتر شولتسه (آلمانی: Peter Scholze؛ ۱۱ دسامبر ۱۹۸۷ –) ریاضیدان آلمانیست که به خاطر کار بر هندسه جبری حسابی شناخته می‌شود. او استاد دانشگاه بن است و از ریاضیدانان پیشرو در جهان محسوب می‌شود.
او در گومنازیوم هاینریش هرتس در فریدرایشسهاین، تحصیل کرد. در المپیاد جهانی ریاضی شرکت و سه مدال طلا و یک مدال نقره کسب کرد.
در ۲۵ سالگی پی اچ دی خود را در سال ۲۰۱۲ از دانشگاه بن دریافت کرد.او مدرک کارشناسی را در عرض سه ترم و کارشناسی ارشد خود را در دو ترم پس از آن دریافت کرد.
وی همچنین برندهٔ جوایزی همچون مدال فیلدز و جایزه تحقیقاتی کلی شده‌است.
شولتز شاگرد راپاپورت و راپاپورت شاگرد دلین و دلین شاگرد گروتندیک پدر هندسه جبری مدرن است. از این چهار ریاضیدان گروتندیک دلین و شولتز برنده ی مدال فیلدزند و در مقیاس تاریخی از بزرگان ریاضی محسوب می شوند؛ این مسئله بیانگر نقش موثر استادان بزرگ شولتز در تربیت او دارند.
شولتز همچنین در کلاس های فیلدز مدالیست هم وطن خود فالتینگز شرکت می کرد.